# Sphinga prehensilis
Sphinga prehensilis är en ärtväxtart som först beskrevs av Charles Wright, och fick sitt nu gällande namn av Rupert Charles Barneby och James Walter Grimes. Sphinga prehensilis ingår i släktet Sphinga och familjen ärtväxter. Inga underarter finns listade i Catalogue of Life.